# Morgan County, Indiana
Morgan County är ett administrativt område i centrala delen av delstaten Indiana, USA, med 68 894 invånare (2010). Den administrativa huvudorten (county seat) är Martinsville.

## Geografi
Enligt United States Census Bureau har countyt en total area på 1 060 km². 1 052 km² av den arean är land och 8 km² är vatten.

### Angränsande countyn
- Hendricks County - norr
- Marion County - nordost
- Johnson County - öst
- Brown County - sydost
- Monroe County - söder
- Owen County - sydväst
- Putnam County - nordväst